# Champ coercitif
«  Coercivité (physique) » redirige ici. Ne pas confondre avec Coercivité (mathématiques).

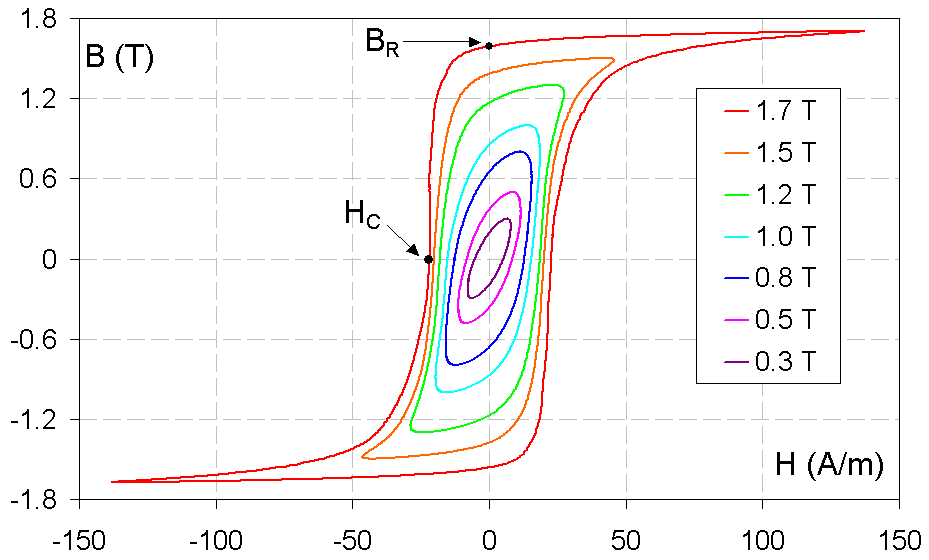
Famille de cycles d'hystérésis mineurs pour un acier électrique à grains orientés. note la rémanence, le champ coercitif.

En science des matériaux, le champ coercitif d'un matériau ferromagnétique désigne l'intensité du champ magnétique qu'il est nécessaire d'appliquer à un matériau ayant initialement atteint son aimantation à saturation, pour annuler l'aimantation du matériau. Le champ coercitif est usuellement noté {\displaystyle H_{c}} ou {\displaystyle B_{c}}.
Lorsque le champ coercitif d'un ferromagnétique est très élevé, le matériau est qualifié de dur. Il est alors très approprié comme matériau pour la fabrication d'aimants permanents, par exemple à l'intérieur de moteurs électriques ou des supports d'enregistrement magnétiques (disques durs, disquettes, bandes magnétiques, etc.).
À l'inverse, un matériau ferromagnétique possédant un champ coercitif faible est qualifié de doux et peut être utilisé dans le blindage magnétique, dans des transformateurs ou des têtes d'enregistrement.

## Mesure expérimentale

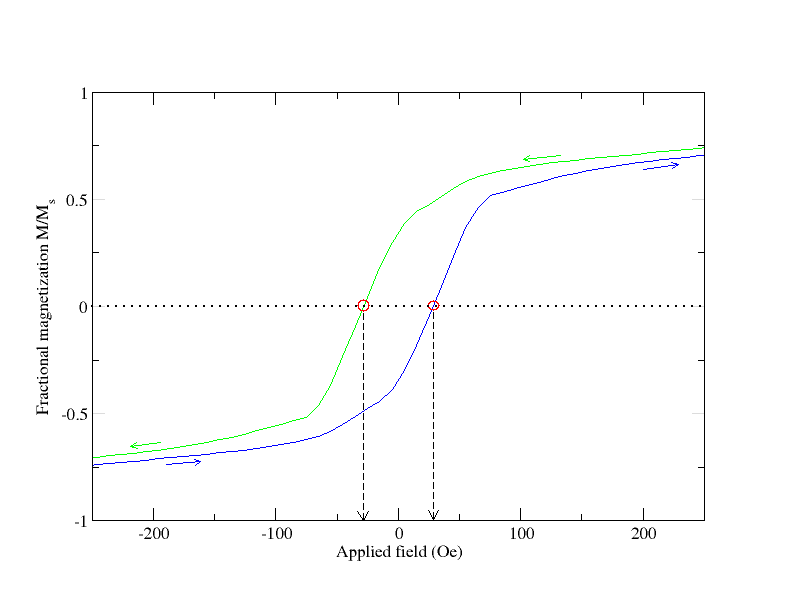
La détermination du champ coercitif d'un matériau ferromagnétique peut être réalisé par une simple analyse du cycle d'hystérésis.

La mesure du champ coercitif peut être typiquement réalisée à l'aide d'une mesure du cycle d'hystérésis, par exemple à l'aide d'un magnétomètre, par exemple un magnétomètre à échantillon vibrant ou un magnétomètre à gradient de champ. Le champ coercitif est déterminé par la demi-largeur de la courbe d'hystérésis. Dans le cas où aucun matériau antiferromagnétique n'est présent dans l'échantillon, le champ coercitif se mesure au point où la courbe traverse l'axe des champs. Si un matériau antiferromagnétique est présent, l'effet du couplage d'échange peut induire un décalage du cycle d'hystérésis sur l'axe des champs, modifiant ainsi la procédure de mesure.
| Matériau | Champ coercitif (Oe) |
| --- | -------------------- |
| Permalloy, Ni81Fe19                                                                                          | 0,5-1                |
| Co | 20                   |
| Ni | 150                  |
| Ni1-xZnxFeO3, un matériau micro-onde                                                                         | 15-200               |
| Alnico, matériau couramment utilisé pour les aimants publicitaires à apposer sur les portes de réfrigérateur | 1 500-2 000          |
| CoPtCr matériau d'enregistrement utilisé dans les disques durs                                               | 1 700                |
| NdFeB | 10 000               |
| Fe48Pt52 matériau d'enregistrement utilisé dans les disques durs                                             | > 12 300             |
| SmCo5 | 40 000               |

Lors de la mesure du champ coercitif, le résultat numérique mesuré dépend de l'échelle de temps sur laquelle la courbe d'hystérésis est mesurée. Ainsi, l'aimantation d'un matériau préalablement aimanté et soumis à un champ inférieur au champ coercitif, mais opposé en signe à la direction de l'aimantation initiale, tend à s'annuler sur les grandes échelles de temps. Cette décroissance se produit lorsque le mouvement de parois de domaines magnétiques est thermiquement activé et est dominé par la viscosité magnétique. Inversement, à grande fréquence de mesure, le champ coercitif augmente. Il s'agit d'une des limitations à l'accroissement de la vitesse de transfert dans les dispositifs d'enregistrement magnétique.

## Renversement d'aimantation
Lors du parcours d'un cycle d'hystérésis, le champ coercitif est lié au début du moment où se produit le renversement de l'aimantation du matériau. Selon la nature de l'échantillon, plusieurs mécanismes peuvent avoir lieu au sein de l'échantillon lors du renversement d'aimantation. Les deux mécanismes les plus fréquents incluent le renversement par rotation cohérente (l'aimantation du matériau, considérée comme un tout, tourne alors progressivement, l'aimantation lue sur le cycle d'hystérésis correspondant lors à la projection de cette aimantation sur la direction de mesure) ou par propagation de parois (des domaines d'aimantation opposée se créent au sein du matériau, l'aimantation du cycle d'hystérésis étant alors la somme algébrique des aimantations de ces domaines).

## Interprétation
Comme dans tout processus d'hystérésis, l'aire dessinée par la courbe d'aimantation correspond à une énergie dissipée lors du cycle. Parmi les processus de dissipation courants, interviennent la magnétostriction et la propagation de parois de domaines. Cette perte d'énergie peut être gênante dans les applications macroscopiques des matériaux magnétiques doux. Le champ coercitif permet donc d'évaluer l'adaptation de matériaux.
Inversement, le caractère « carré » d'un cycle, c'est-à-dire l'association d'une forte aimantation rémanente, d'un renversement brutal du cycle d'hystérésis et d'un champ coercitif élevé, sont des propriétés avantageuses pour un aimant permanent.
En raison de leurs propriétés cristallines, certains matériaux magnétiques peuvent ne pas avoir les mêmes propriétés de champ coercitif dans toutes les directions de mesure. la mesure du cycle d'hystérésis et donc de l'aire sous le cycle permet alors de caractériser l'énergie d'anisotropie du matériau.